# Jan Opolský
Jan Opolský (15. červenec 1875 Nová Paka – 20. květen 1942 Praha) byl český básník a prozaik, představitel symbolismu.

## Život
Narodil se v rodině advokátního koncipienta Josefa Opolského. Otec i matka Kateřina, rozená Menčíková, pocházeli z Nové Paky. V rodném městě chodil do obecné i do měšťanské školy a pak se v dílně novopackého malíře a majitele malířské dílny Václava Kretschmera (1849-1921) vyučil a stal kopistou. Jako malíř byl zaměstnán až do roku 1914. O jeho malířské zručnosti svědčí obraz dochovaný v novopackém muzeu (pravděpodobně podle svatební fotografie).
Brzy osiřel, matka mu zemřela v deseti letech, otec v devatenácti. S jejich předčasnou smrtí se často vyrovnával ve svém díle. 23. srpna 1902 se oženil s dcerou novopackého obchodníka Františkou Endovou. Od roku 1914 pracoval jako prokurista v textilní firmě Oty Krtetschmera; když byla firma v roce 1921 přemístěna do Prahy, přestěhoval se i Jan Opolský. V roce 1935 odešel do penze.

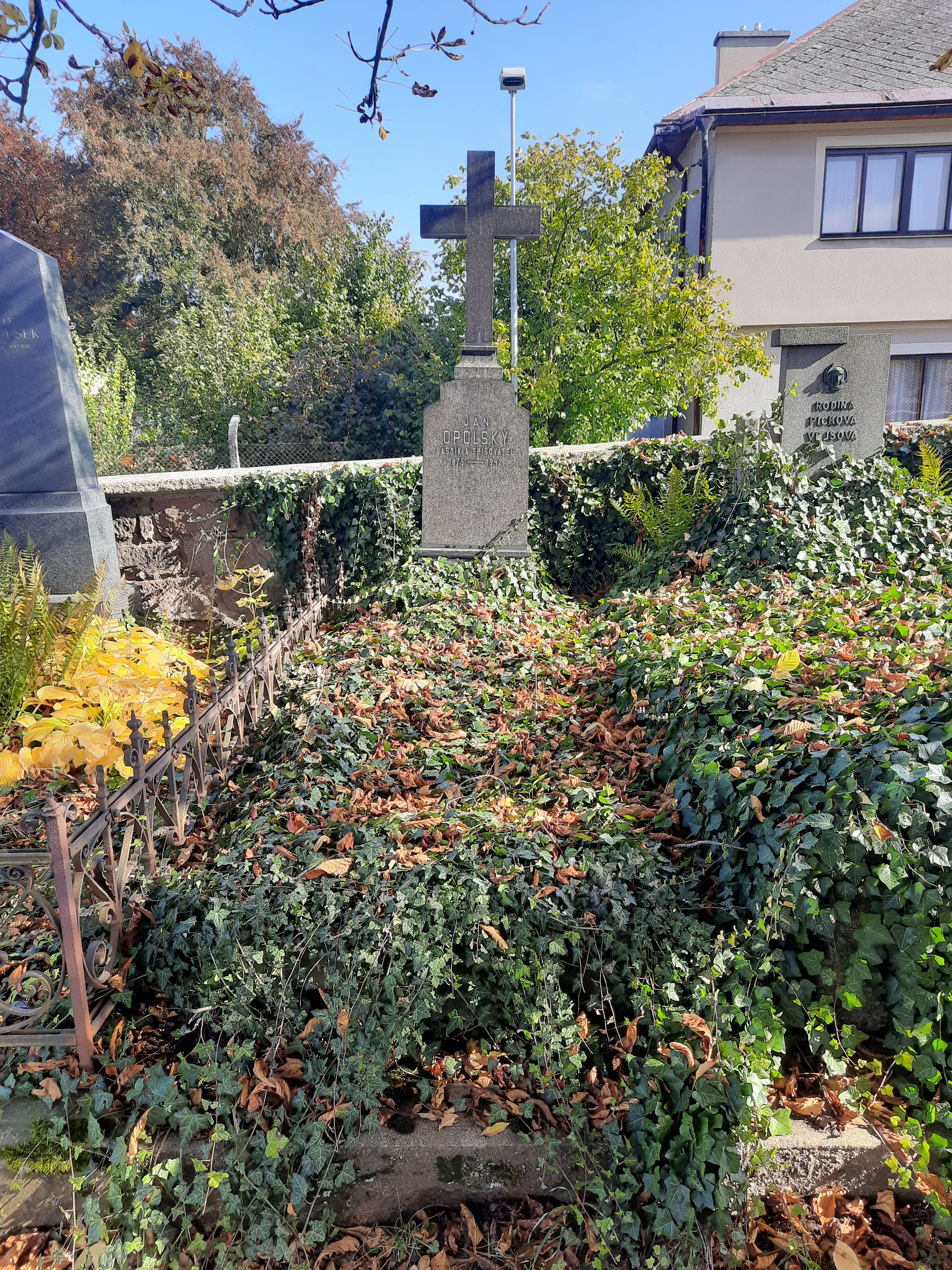
Hrob Jana Opolského na hřbitově v Nové Pace

Zemřel v Praze a byl pochován na městském hřbitově v Nové Pace.

### Přátelé
Jana Opolského ovlivnili novopačtí přátelé, obchodník železem Josef Anton (říkalo se, že má největší knihovnu na okrese), učitel Břetislav Jampílek (znalec duchovních a okultních nauk) a spisovatel Karel Sezima, který v Nové Pace pobýval. Celoživotní přátelství spojovalo Jana Opolského s Josefem Karlem Šlejharem (rodákem ze Staré Paky), kterému věnoval některé své texty. Po příchodu do Prahy se seznámil s dalšími autory - Jiřím Karáskem ze Lvovic, Viktorem Dykem a Antonínem Klášterským.

## Dílo

### Zapomenutý autor
Od vyzrálé prvotiny Svět smutných (1899) se jeho dílo již příliš nevyvíjelo a je pro něj typická tragika a pesimismus. Nový směr v duchu novoromantismu zaznamenal až v pozdní sbírce Čtení z hvězd a obelisků (1935). Většina děl Jana Opolského byla vytištěna, s ohledem na jeho silný zájem o výtvarné umění a krásnou knihu, malými náklady jako bibliofilie. Více než 60 let (mezi 1944 a 2000) nebyla jeho poezie ani próza vydávána a byl z české literatury prakticky vymazán. Výjimkou byl výbor z díla Představení v soumraku z roku 1968, který vydal Odeon v roce 1968 v edici Světová četba (svazek 390), ale v nákladu pouhých 1 500 výtisků.

### Poezie
- Svět smutných (první sbírka, navazující na Karla Hlaváčka; vydal Josef Pelcl, Praha, 1899)
- Klekání (vydal Josef Pelcl, Praha, 1900) [11]
- Jedy a léky (vydal dr. Eduard Grégr, Praha, 1901)
- Pod tíhou života (vydal B. Kočí, Praha, 1909)
- Verše o životě a smrti (vydal F. Borový, Praha, 1918)
- Muka a zdání (vydal Stanislav Minařík, Praha, 1921)
- Dědictví (vydal Ludvík Bradáč, Praha-Král. Vinohrady, 1923)
- Hvězda mořská (vydal Ludvík Bradáč, Praha, 1925)
- Z těžkého srdce (vydal Ludvík Bradáč, Praha, 1925)
- Belveder (dřevoryty K. Vika, vydalo Sdružení českých umělců grafiků, Praha, 1931)
- Hory a doly a lesy (vydal Literární odbor Umělecké besedy, Kruh českých spisovatelů, Praha 1931)
- O studni krásy (vlastním nákladem, Praha, 1932)
- Panu O. Kretschmerovi (vydáno vlastním nákladem, Praha, 1934)
- Čtení z hvězd a obelisků (vydala Umělecká Beseda, Praha, 1935)
- Kameje (dřevoryt František Kobliha, vydali F. Karásek, arch. F. Kozák, doc. Ing. B. Pračka, Praha, 1935)
- Visuté zahrady (vydal Müller a spol., Turnov, 1935)

### Próza
Prózy Jana Opolského nejsou stylově vzdálené od jeho básní, jedná s o miniatury bez dějové složky.
- Kresby uhlem (drobné lyrické prózy s minimalizovaným dějem, vydal B. Kočí, Praha, 1907)
- Hrst ironie a satiry (kritické postřehy k současnosti, Stopa, Praha, 1911) [12]
- Demaskovaní (dřevoryty Pravoslav Kotík, vydal B. Kočí, Praha, 1916)
- Nová země (vydal Plaček, Pacov, 1918)
- Galerie zvířat (vydal A. Král, Praha-Smíchov, 1921) [13]
- Z těžkého srdce (vydal Ludvík Bradáč, Praha, 1925)
- Malé prosy (vydal Müller a spol., Turnov, 1926)
- Upír a jiné prósy (vydal B. Kočí, Praha, 1926) [14]
- Ze tmy do tmy (dřevoryty František Kobliha (vydáno vlastním nákladem, Praha, 1926)
- Medailony : básně a prosy (vydal František Kobliha, Praha, 1927)
- Pohádka o pěvci (vydal Spolek graf. umělců Hollar, Praha, 1927)
- Vitrina (vydal Arthur Novák, Praha, 1927)
- Stradivari (il. František Kobliha, vydal Svatopluk Klír a F.J. Klír, Kladno 1928)
- Víry i tůně(vydal Dr. Štěpán Jež, Praha, 1928)
- Melusina (k rytině Karla Purkyně, vydal Jarmil Krecar, Praha, 1929)
- Černé lesy (František Kobliha ; úvodní báseň v próze Jan Opolský, nákladem vlastním, Praha, 1930)
- Miniatury (vydal Štěpán Jež, Praha, 1930)
- Pod patinou věků (vydal Dr. Štěpán Jež, Praha, 1937)

### Eseje o malířích a graficích
- Životní úskalí Albrechta Dürera (vydal Hollar, Praha, 1935)
- Dílo F. Koblihy (vydal S.Č.U.G. Hollar, Praha, 1937)
- G. Courbet (vydal Hollar, Sdružení českých umělců grafiků, Praha, 1937)

### Posmrtná vydání
- Hranolem křišťálu (ilustrace: Alois Fišárekvydal Jos. R. Vilímek, Praha, 1944)
- Růžena Jesenská (vydala Česká akademie věd a umění, Praha, 1944)
- Představení v soumraku (výběr, uspořádání a předmluva Ivan Slavík, vydal Odeon, Praha, 1968)
- Staré lesy (básně a drobné prózy, vybrali a doprovodnými texty opatřili Václav Cílek a Pavel Kostiuk ; ilustrace Vladimír Merta, vydala Malá Skála, Praha, 2010)
- Sám všechen život býti (výbor z díla, edičně připravil a doslov napsal Petr Fabian, vydal Dybbuk, Praha, 2013)

### Ostatní kulturní činnost

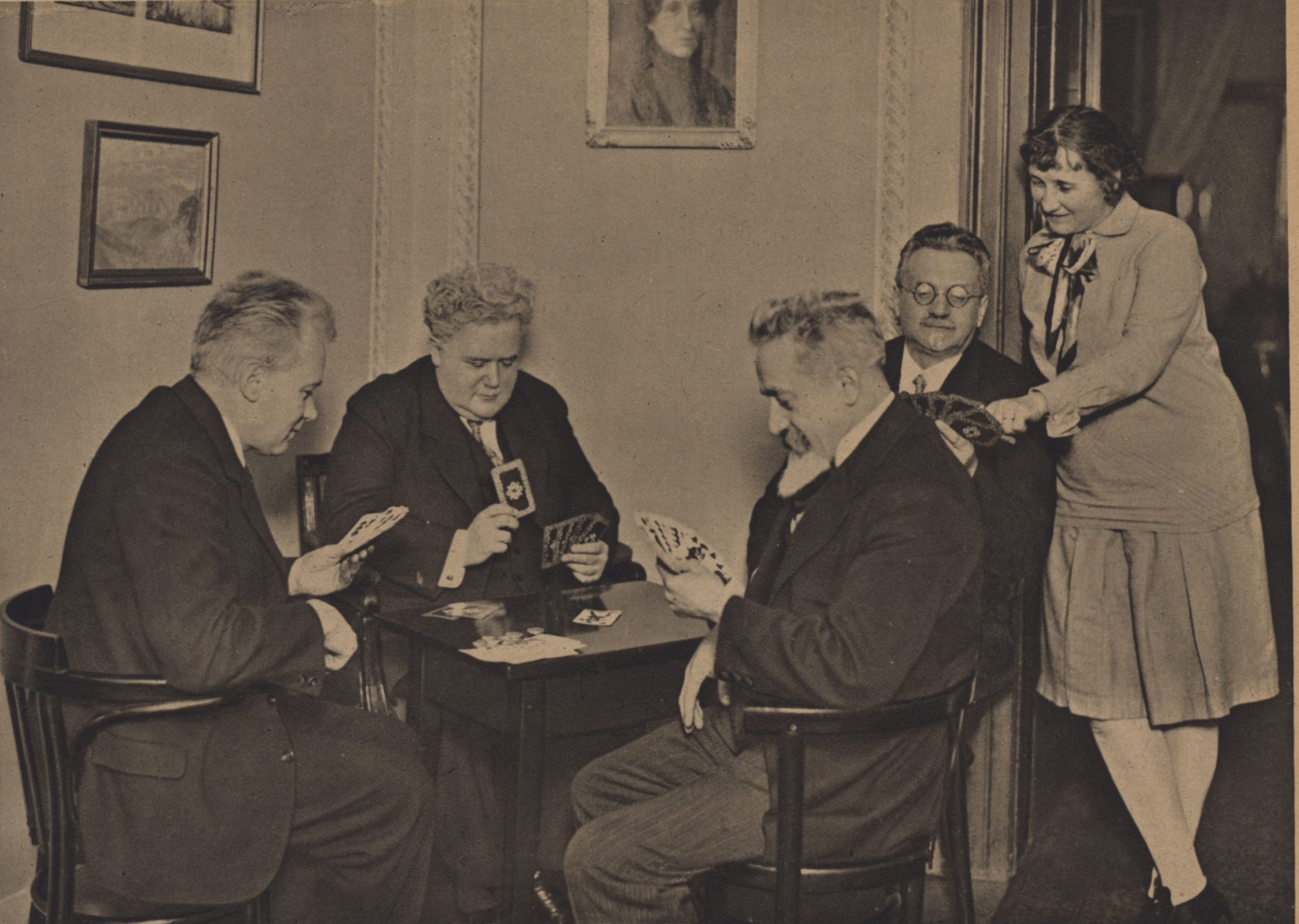
Jan Opolský u Viktora Dyka, 1927

- Dětský hymnus na slova Jana Opolského zhudebnil Josef Bohuslav Foerster (Státní nakladatelství Praha, 1928 a 1929)
- 1928 byl zvolen řádným členem České akademie věd a umění
- 1928-1931 s 1932-1937 byl členem redakční rady Lumíra

Spolupracoval s grafickým sdružením Hollar, byl členem Kruhu českých spisovatelů a Umělecké besedy. Přátelil se s Josefem Karlem Šlejharem, Jiřím Karáskem ze Lvovic, Viktorem Dykem, Hanušem Jelínkem a dalšími.

### Zajímavost
Mezi přátele Jana Opolského patřili Viktor Dyk a František Kobliha. O tom svědčí půvabná fotografie karetní společnosti, uveřejněná v Pestrém týdnu v roce 1929. (Na snímku zprava manželka Viktora Dyka, František Kobliha, Jan Opolský, Viktor Dyk.)

## Galerie

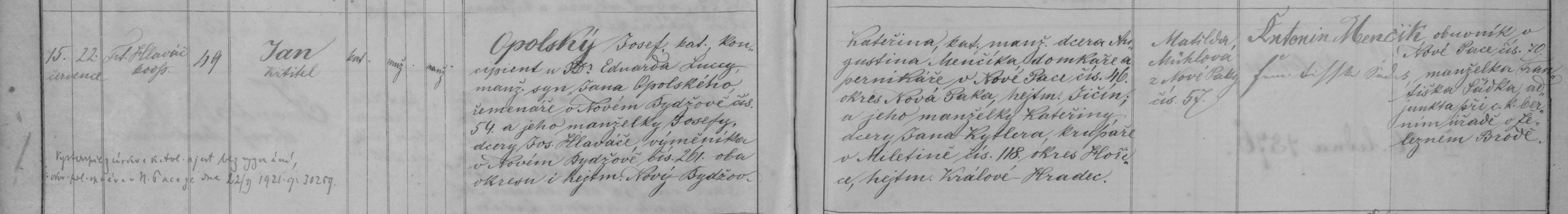
Matriční záznam o narození a křtu, Jan Opolský, 1875
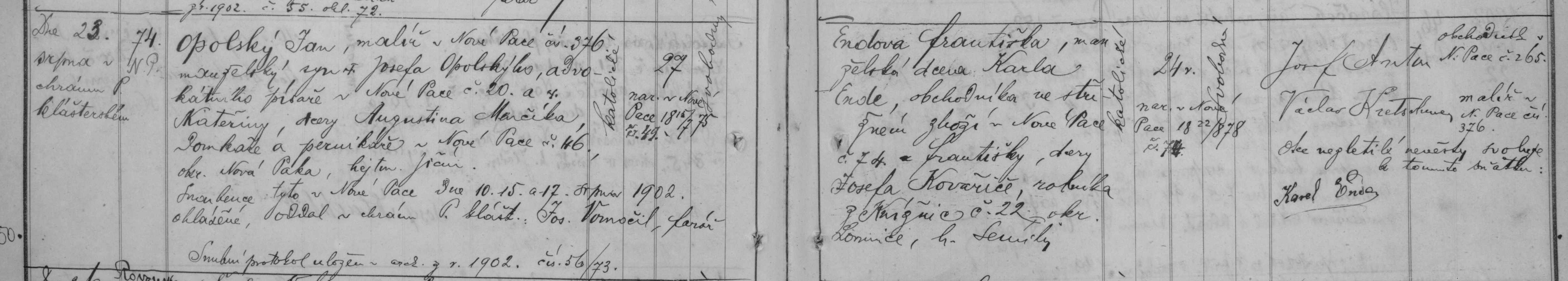
Matriční záznam o sňatku, Jan Opolský, 1902
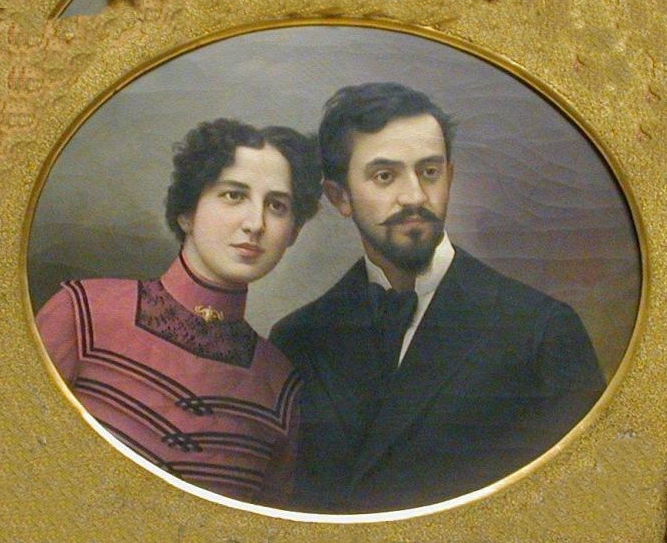
Portrét Jana Opolského s manželkou, 1902
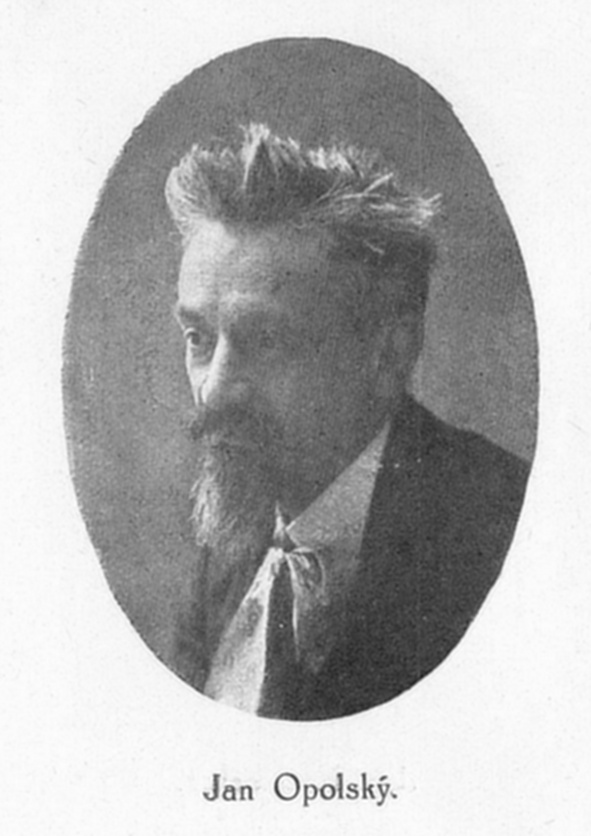
Jan Opolský 1923
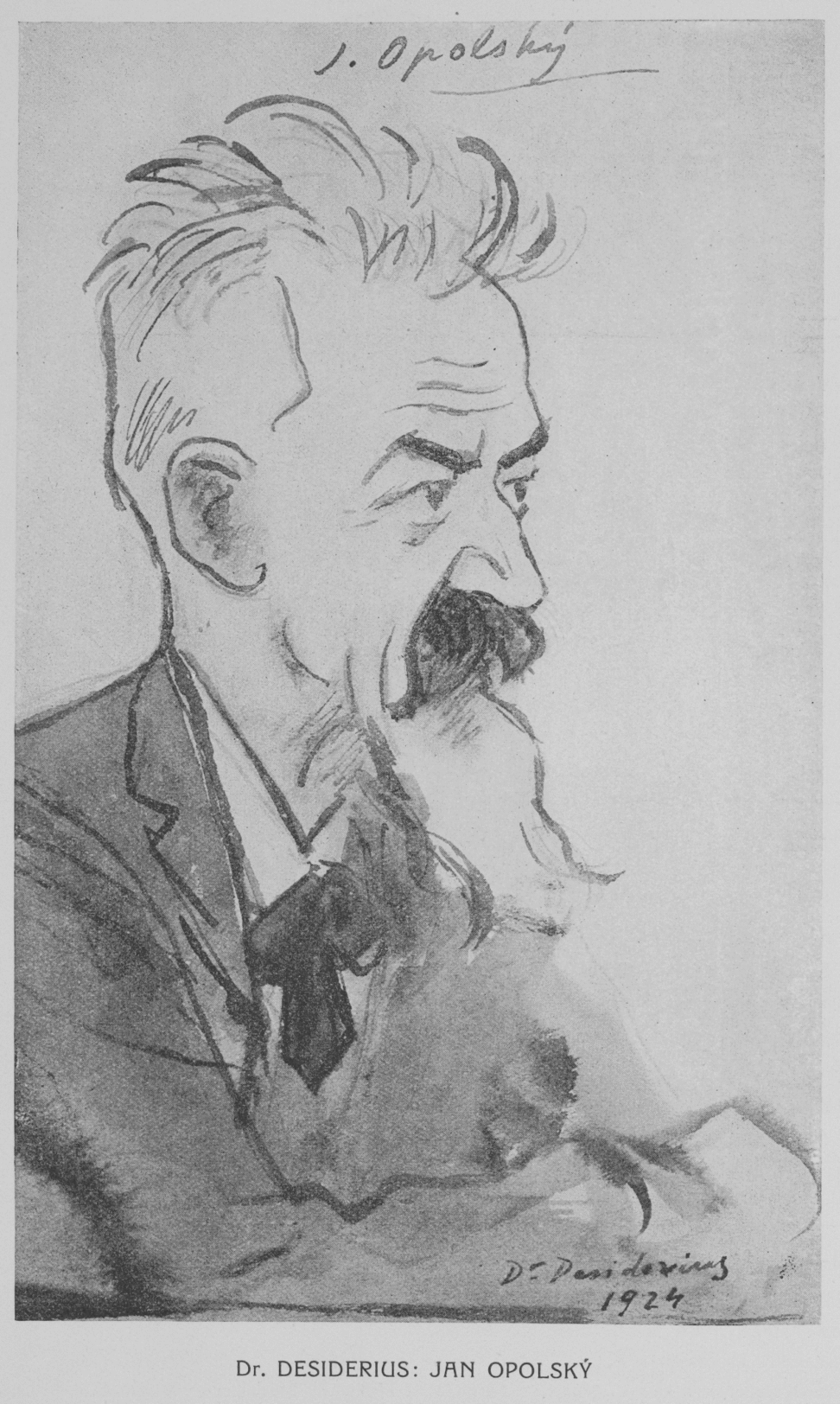
Hugo Boettinger (dr. Desiderius): Jan Opolský (1925)